# Eurodryas desfontainii
Eurodryas desfontainii är en fjärilsart som beskrevs av Jean Baptiste Godart 1819. Eurodryas desfontainii ingår i släktet Eurodryas och familjen praktfjärilar. Inga underarter finns listade i Catalogue of Life.